# オーエス オーエス
『オーエス オーエス』は、矢野顕子7枚目のスタジオ・アルバム。1984年6月25日発売。発売元は徳間ジャパン。CDはミディ。

## 概要
東京とロサンゼルスで録音が行われ、ウィリー・ウィークス（ベース）、カルロス・ヴェガ（ドラムス）など米国人ミュージシャンを起用。坂本龍一が共同プロデュース・シンセサイザーを担当、細野晴臣、高橋幸宏といった、散開後のイエロー・マジック・オーケストラのメンバーの参加もみられる。ジャケット写真は篠山紀信。矢野いわく「葬式用」の写真。本作発売と並行して行われたツアーの模様は、ビデオ『yano akiko 1984 オーエス オーエス Live』（1984年・やのミュージック）として発売された。

## 収録曲
LP盤はA面が1- 5、B面が6, 7, 9, 10。「終りの季節」はボーナスEP収録曲。
1. おもちゃのチャチャチャ
作詞：野坂昭如 作曲：越部信義
2. HI,HI,HI
作詞・作曲：矢野顕子
3. きょうのわたくし
作詞・作曲：矢野顕子
4. HIGHLAND
作詞・作曲：矢野顕子
5. SIMON SMITH AND THE AMAZING DANCING BEAR
作詞・作曲：Randy Newman
  - ハーパース・ビザールの曲のカバー。
6. ラーメンたべたい
作詞・作曲：矢野顕子
  -     - 明星食品のCMソングに使用。
    - 歌詞が高校国語の教科書『明解 国語 II』（三省堂、1994年）に採用[3]。
    - ベスト・アルバム『ひとつだけ/the very best of 矢野顕子』（1996年）にスタジオ新録バージョンを収録。
    - ライブ・アルバム『TWILIGHT 〜the“LIVE”best of Akiko Yano〜』（2000年）に、1996年演奏のアンソニー・ジャクソン、クリフ・アーモンドとの共演によるライブ・バージョンを収録。
    - 2000年、奥田民生がアルバム『LIVE Beautiful Songs』、2015年にNICO Touches the Wallsがシングル「渦と渦」のカップリングでカバー。
    - 2011年、矢野は上原ひろみとの共演でセルフカバー。『Get Together 〜LIVE IN TOKYO〜』収録。
7. 素顔
作詞：井坂洋子 作曲：矢野顕子
  - 井坂洋子のH氏賞受賞作の詩集『Gigi 詩集』より。
8. 終りの季節
作詞・作曲：細野晴臣
  - 細野晴臣のカバー。原曲は『HOSONO HOUSE』収録。yanokami名義のアルバム『yanokami』において再度カバー。
9. GREENFIELDS
作詞・作曲：矢野顕子
10. ASSEMBLY (Instrumental)
作曲：矢野顕子

## yano akiko 1984 オーエス オーエス Live

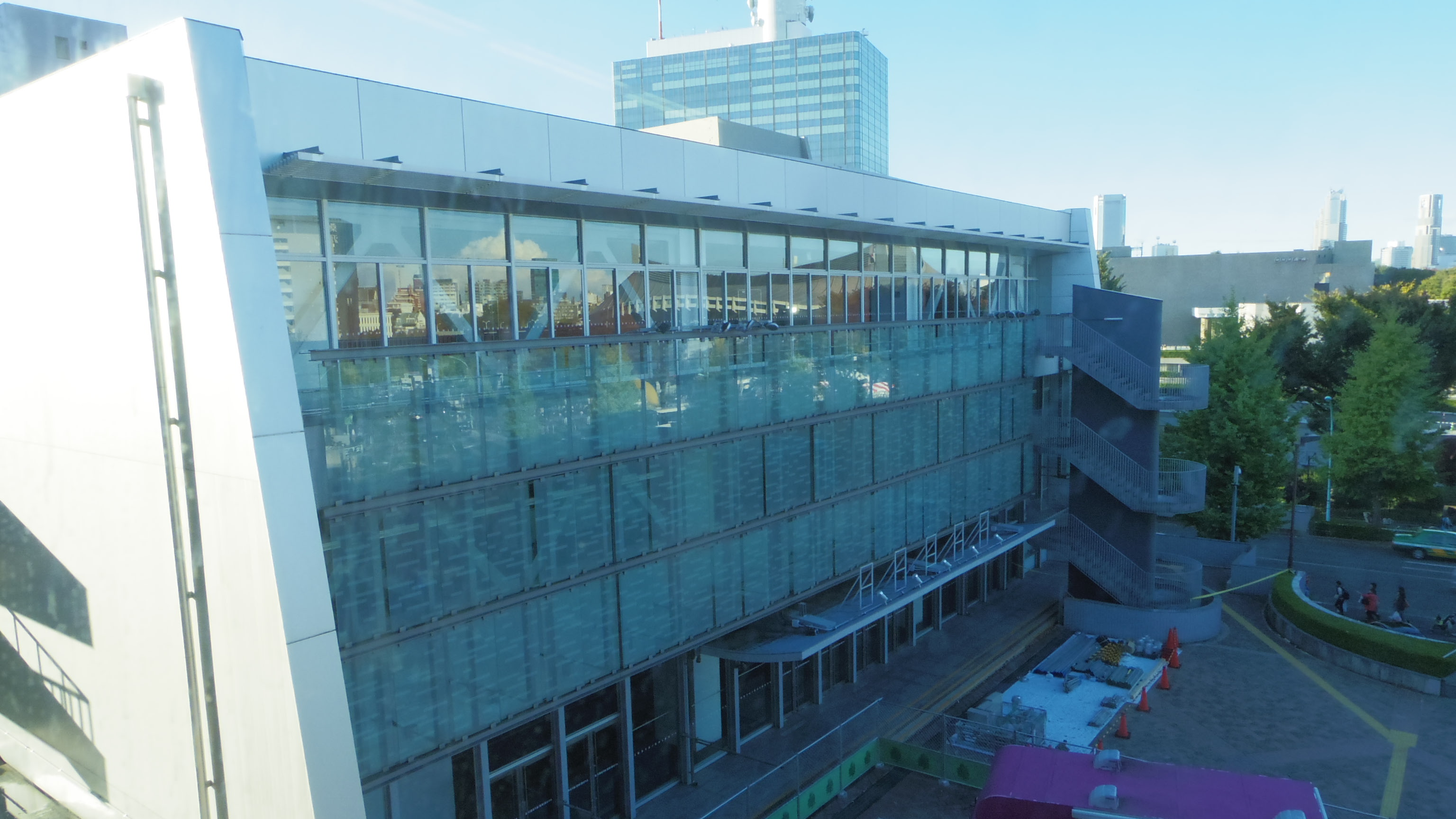
「オーエス オーエスLive」の会場となった渋谷公会堂（2015年）

1984年に行われた、「オーエス オーエスツアー」を収録。
坂本龍一（key）、高橋幸宏（ds）、大村憲司（g）、吉川忠英（g）、浜口茂外也（per.）が参加。舞台美術は立花ハジメ。
1984年、やのミュージックよりビデオが発売。
2005年、ファイブ・エース（販売・ポニーキャニオン）よりDVDで再発売。
2012年、ソニー・ミュージック・ダイレクトよりボックス・セット「1980's 矢野顕子ライブ」の一枚として、Blu-ray Discで再発売。

### 収録曲
1. 愛がなくちゃね
2. Hi, Hi, Hi
3. おもちゃのチャチャチャ
4. みちでバッタリ
5. I sing
6. What's Got In Your Eyes?
7. 小さい秋みつけた
8. GREENFIELDS
9. ラーメンたべたい
10. ひとつだけ
11. どんなときもどんなときもどんなときも
12. ASSEMBLY